# جايمي توريس
جايمي توريس (بالإسبانية: Jaime Torres)‏ هو موسيقي وممثل أرجنتيني، ولد في 21 سبتمبر 1938 بسان ميغيل دي توكومان في الأرجنتين، وتوفي في 24 ديسمبر 2018 في الأرجنتين.

## وصلات خارجية
- جايمي توريس على موقع IMDb (الإنجليزية)
- جايمي توريس على موقع ميوزك برينز (الإنجليزية)
- جايمي توريس على موقع ديسكوغز (الإنجليزية)